# シャルピー衝撃試験

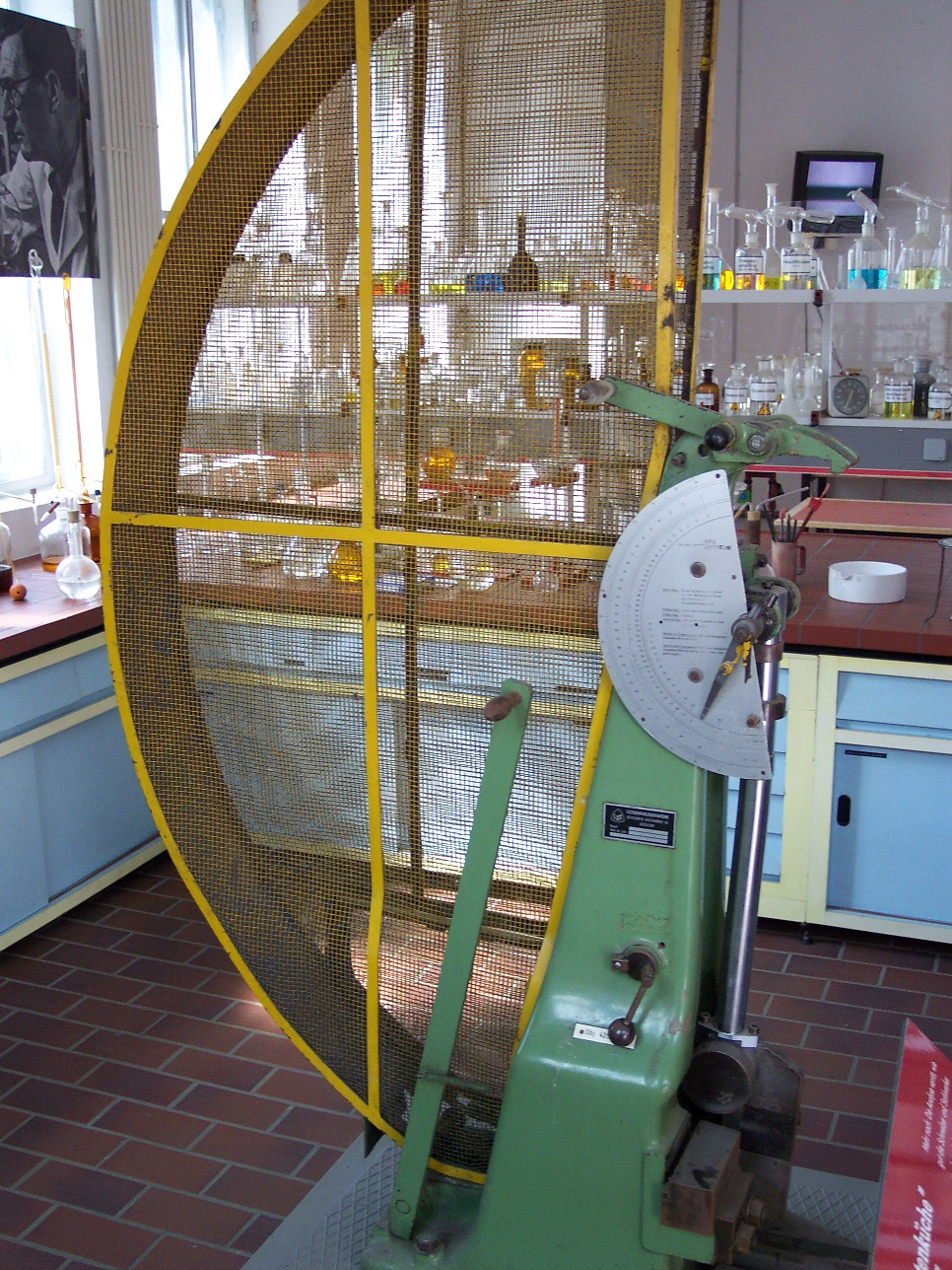
シャルピー衝撃試験機

シャルピー衝撃試験（シャルピーしょうげきしけん、英: Charpy impact test）とは、切り欠きのはいった角柱状の試験片に対して高速で衝撃を与えることで試験片を破壊し、破壊するために要したエネルギーと試験片の靭性を評価するための衝撃試験である。また、シャルピー衝撃試験はフランスの技術者、ジョルジュ・シャルピーが考案した。
試験片の破壊に要したエネルギー[J]を切欠部の原断面積[cm2]で割ったものをシャルピー衝撃値[J/cm2]といい、靭性を表すのに用いられている。
粉末冶金材料には気孔が存在する。衝撃試験を実施する際に、この気孔が内部欠陥として作用するため、試験片には切り欠きを加工せずに測定を行うことを基本としている。ただし、高密度材の場合は切り欠きを加工を行って測定してもよい。
シャルピー試験は、原子炉圧力容器で用いる鋼の健全性評価などに用いられる。

## 概要

シャルピー試験機略図

右図のように、重量のあるハンマーをある高さh' から振り下ろすと、ハンマーは切り込みをつけた試験片を破壊して再び高さh まで振り上がる。この時の位置エネルギーの差
{\displaystyle {\begin{aligned}E&=mg(h'-h)-L\\&=mgl(\cos \beta -\cos \alpha )-L\end{aligned}}}
が、試験片を破壊する際の吸収エネルギーということになる。ここで、
- m ：ハンマーの質量
- g ：重力加速度
- l ：ハンマー回転中心からハンマー重心までの距離
- L ：回転する際の損失エネルギー（軸での摩擦や空気抵抗によるものなど）

である。ただし通常の場合であれば、L はE に比べ十分に小さい（L <<E ）ので、L = 0 とされる。
シャルピー衝撃値は、破壊する際の吸収エネルギーE（ジュール）を、破壊される前の試験片の断面積A（平方センチメートル）で割るので、J/cm2の単位を持つ。

## 試験片
| Vノッチ試験片の図（左）と取り付け・破壊時の図（右） |  | Vノッチ試験片の図（左）と取り付け・破壊時の図（右） |
| Vノッチ試験片の図（左）と取り付け・破壊時の図（右） |  |                                                     |

シャルピー衝撃試験には、長さ55 mmの10 mm角棒の中央に、深さ2 mmの45度V字溝を入れたもの（Vノッチ）が使われる。取り付ける際は、55 mmの両端を同じように保持し、40 mmの梁状に設置する。そして切り欠きのある部分を反対向からハンマーで衝撃を加え、試験片を破壊する。